# Енчелії
Енчелії  (також Енчелеі  або Енчеліани),  жителі Енчелії ( давньогрецький : Ἐγχέλιοι / Ἐγχελεῖς / * Σεσαρήθιοι, Enchelioi / Encheleis / * Sesarethioi; латин : Enchelii / Encheleae / Sesarethii; ім'я країна: Ἐγχέλη, Enchele ; демонім: Enchelean ),  були стародавніми народом, що жив біля озер Шкодра та Охридського озера,    на території сучасних Албанії та Північної Македонії. Вони є одними з найдавніших відомих народів східного узбережжя Адріатики.  У стародавніх джерелах вони іноді фігурують, як етнічна група, відмінна від іллірійців, але в основному згадуються як одне з іллірійських племен. 
Вони часто ворогували за панування у регіоні з стародавніми македонцями, які оселилися на сході. Їх сусідами на заході були тауланти, на півночі — автаріати, на північному сході — дардани, на південному сході — пеони, а на півдні — дексароі.  
Протягом класичної та елліністичної античності енчелії були скоріше історичною пам'яттю, ніж сучасним племенем. Їхнє іллірійське походження є спірним. 

## Етимологія
Енчелеї вперше згадуються Гекатеєм Мілетським у VI столітті до нашої ери. 
Їхня назва давньогрецькою означала «люди-вугор», від давньогрецького ἔγχελυς, «вугор». споріднене з лат. anguilla. 
На думку Е. Хемпа, зв’язок з албанською ngjalë дає змогу припустити, що ім’я Енчелеї походить від іллірійського терміна для вугрів, який, можливо, у давнину був споріднений з грецькою мовою та просто адаптований до її вимови. 
У Полібія слово пишеться з глухим прихильним kh, "Enchelanes", тоді як у Мнасія (Mnaseas) його замінили дзвінким ng, "Engelanes", останній є типовою рисою давньомакедонської та північнопалеобалканської мов. 

## У грецькій міфології
Грецька міфологія приписує прабатьком Енчеліїв, як сина Іллірія на ім'я Енчелей.  Іллірій, однойменний предок усього іллірійського народу,  мав кількох синів (Енчелея, Автарія, Дардана, Маеда, Тавла та Перреба ) та дочок (Партон, Даорто, Дасаро), від яких багато іллірійських племен взяли свої назви.
У грецькій міфології згадується, що Кадм (принц з Фінікії, який став царем Фів ; беотійський та енчелійський герой)    зі своєю дружиною Гармонією прибув до Енчелії і допоміг їм побудувати багато міст на берегах Охридського озера, серед них Ліхнід ( Охрид ) і Буто ( Будва ).  Як свідчить легенда, у той час енчелії ворогували з іншими сусідніми іллірійськими племенами, а Кадм за наказом Оракула став лідером народу і прийшов їм на допомогу. Після перемоги над іншими іллірійцями енчельці обрали Кадма своїм королем. 

## Енчелівська держава
У південній Іллірії організовані держави утворилися раніше, ніж в інших областях цього регіону. Найдавнішою з відомих держав, про яку можна говорити з давніх джерел, є держава Енчелей. Розквіт держави Енчелей припав на VIII-VII століття до нашої ери, але влада втратила панування у державі приблизно в VI столітті до нашої ери. 
Енчелеї часто воювали з північними греками. У письмових джерелах від грецьких авторів, таких як Геродот, було зафіксовано, що енчельська армія нападала навіть на храм у Дельфах. 

## Дивіться також
- Список давніх іллірійських народів і племен